# Artista del Pueblo de la Federación Rusa
Artista del Pueblo de Rusia (en ruso: Народный артист Российской Федерации, Narodny artist Rossískoi Federatsii) es una distinción honorífica de la Federación Rusa. Se otorga por logros sobresalientes en el campo del teatro, música, circo, vodevil y el cine. Incluido en el sistema de primas estado de la Federación Rusa.